# Léon Mébiame
Léon Mébiame (ur. 1 września 1934 w Libreville, zm. 18 grudnia 2015) – gaboński polityk, premier Gabonu w latach 1975–1990, wiceprezydent w latach 1968–1975.

## Lata młodości
Léon Mébiame w 1956 został inspektorem policji federalnej w okresie gdy Gabon wchodził jeszcze w skład francuskiej kolonii. Od stycznia 1957 do marca 1959 pracował w Czadzie. Po powrocie i ogłoszeniu przez Gabon niepodległości 17 sierpnia 1960 rozpoczął karierę w państwowym aparacie bezpieczeństwa.

## Polityczna kariera
Od 1957 pełnił różne funkcje w administracji państwowej. W latach 1968–1975 pełnił urząd wiceprezydenta, stając się bliskim współpracownikiem prezydenta Omara Bogo. Po wyeliminowaniu opozycji z życia politycznego kraju został mianowany na urząd Premiera, pełnił swą funkcję od 16 kwietnia 1975 do 3 maja 1990. Na początku 1990 przeszedł na stronę opozycji. W 1998 bezskutecznie wsparł kandydata na prezydenta Pierre Mamboundou.